# Elídio de Araújo

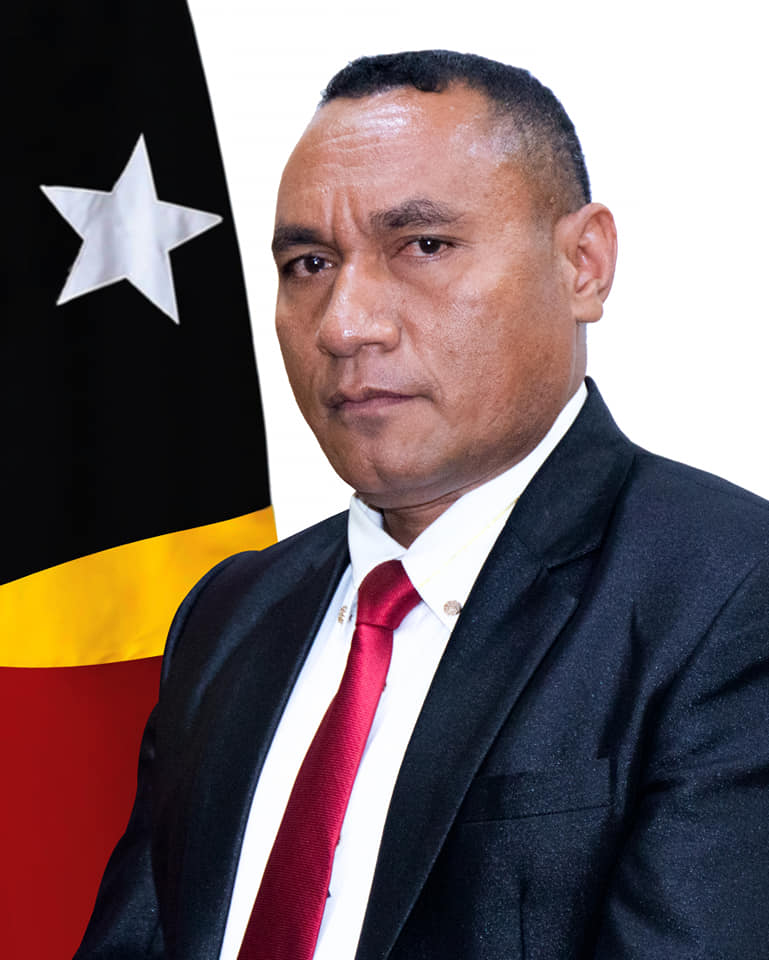
Elídio de Araújo (2020)

Elídio de Araújo (* 5. April 1975 in Hatu-Builico, Ainaro, Portugiesisch-Timor) ist ein osttimoresischer Politiker und Hochschullehrer. Er ist Mitglied der Kmanek Haburas Unidade Nasional Timor Oan (KHUNTO).

## Werdegang
Elídio de Araujo wurde als fünftes von zehn Kindern von Domingos Araujo und Olinda de Jesueiro geboren. Von 1982 bis 1985 wurde Elídio mit seinen Eltern auf Atauro als politischer Gefangener interniert. Dann kamen sie für sieben Monate nach Leolima (Hato-Udo), bevor sie im Lager Jakarta II in Ainaro weiter interniert wurden.
Die Grundschule beendete er 1989 in Turiscai, wo er auch bis 1993 in die Prä-Sekundarschule ging. Dem folgte bis 1996 die Sekundarschule in Denpasar auf Bali. Von 1993 bis 1996 engagierte sich Araújo in der RENETIL, dann nach seiner Rückkehr nach Osttimor bis 1999 im Unterstützungsnetz der FALINTIL. Von 1996 bis 1999 arbeitete Araújo als Zahnarzthelferin Fatuberlio und von 2000 bis 2002 als Pfleger in der St.-Antonio-Motael-Klinik, bis 2005 im Hospital Nacional Guido Valadares (HNGV). 2004 war Áaújo bis zum Ende des Jahres auf der Universidade da Paz (UNPAZ) in Dili, wechselte dann aber bis 2007 auf die Sultan-Agung-Universität in Semang, die er abschloss. Von 2007 bis 2008 war er Vize-Rektor der UNPAZ für studentische Angelegenheiten, von 2008 bis 2009 und von 2011 bis 2014 Vize-Rektor für akademische Angelegenheiten sowie von 2011 bis 2020 Direktor der Verwaltungsassistenz und Finanzverwaltung der UNPAZ. 2012 wurde Araújo Sprecher des Vizeministers für Handel, Industrie und Umwelt Abel Ximenes. Bis 2013 studierte er zudem auf der Katholischen Widya Mandala Universität (UKWM) in Surabaya.
Araújo war Assistenzdirektor der UNPAZ und Dozent der Wirtschaftsfakultät, als er am 24. Juni 2020 im Rahmen der Umbildung der VIII. Regierung zum Staatssekretär für Fischerei vereidigt wurde. Im selben Jahr war er zuvor auf dem Nationalkongress der KHUNTO zum Koordinator der Abteilung Wirtschaft gewählt worden. Das Amt des Staatssekretärs hatte Araújo bis zum Ende der Legislaturperiode am 30. Juni 2023 inne.